# Украинская Народная Республика
Украи́нская Наро́дная Респу́блика (УНР, укр. Українська Народна Республіка (УНР), укр. дореф. Українська Народня Республіка (УНР)) — украинское государство со столицей в Киеве, провозглашённое на части юго-западной территории бывшей Российской империи III Универсалом Украинской Центральной рады 7 (20) ноября 1917 года, после свержения Временного правительства России. Этим же актом было установлено, что УНР будет находиться в федеративной связи с Российской Республикой. Власть Центральной Рады распространялась на 9 губерний, заселённых преимущественно украинцами: Киевскую, Подольскую, Волынскую, Черниговскую, Полтавскую, Харьковскую, Екатеринославскую, Херсонскую и Таврическую (северные уезды, без Крыма). Судьбу некоторых смежных с Россией и Польшей областей и губерний (Курская, Холмская, Воронежская и т. п.) предполагалось решить в будущем.
9 (22) января 1918 года IV Универсалом Центральной рады была провозглашена государственная самостоятельность Украинской Народной Республики, признанная Центральными державами и, по условиям Брестского мира, — РСФСР. Страны Антанты не признали независимости Украины.
В апреле 1918 года УНР была ликвидирована в результате государственного переворота гетмана П. П. Скоропадского, поддержанного австро-германскими оккупационными войсками. В декабре 1918 года после свержения войсками Директории гетмана Скоропадского и его Украинской державы УНР была воссоздана, однако лишь на части территории, на которую претендовала.
1 декабря 1918 года был подписан договор об объединении Украинской Народной Республики и Западно-Украинской народной республики (ЗУНР), которое было официально утверждено и провозглашено 22 января 1919 года. ЗУНР официально преобразовывалась в автономную Западную область УНР, но де-факто сохранила значительную самостоятельность, а к лету 1919 года её территория была оккупирована польскими войсками.
УНР фактически прекратила своё существование в ноябре 1920 года после занятия Каменца-Подольского Красной армией и выезда правительства УНР в изгнание, однако ряд территорий очагово контролировался лояльными УНР войсками до 1922 года (см. Холодноярская республика и др.) и в августе—октябре 1941 года (см. Олевская республика). По Рижскому договору 1921 года бывшую территорию УНР разделили между собой Украинская Советская Социалистическая Республика и Польша, к которой отошла бо́льшая часть Волыни, треть Полесья и Восточная Галиция. Часть территории, на которую претендовала УНР, вошла в состав РСФСР, БССР и Чехословакии (Закарпатье), что признавалось УССР и СССР, часть — Румынии (Северная Буковина, часть Бессарабии), что ни УССР, ни СССР официально не признавалось.

## Предыстория
4 (17) марта 1917 года на волне революционных настроений, связанных с событиями в Петрограде, в Киеве была создана Центральная рада как представительный орган украинских политических, общественных, культурных и профессиональных организаций.

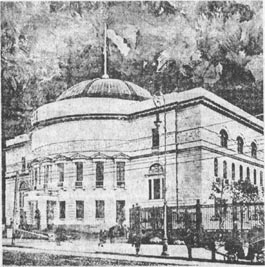
Здание Центральной рады (бывш. Педагогический музей) в Киеве в 1918 году. Фотомонтаж с фотографии 1911 года

Её председатель профессор Михаил Грушевский, признанный лидер российского украинства, выдвинул в качестве основной политической задачи формирование национальной государственности, первоначально в виде национально-территориальной автономии Украины в России, которую впоследствии предполагалось преобразовать в договорную федерацию.
С апреля 1917 года, после Всеукраинского национального съезда, Центральная рада взяла на себя функции высшего законодательного органа на Украине, координирующего развитие украинского национального движения, и 10 (23) июня приняла Первый Универсал, провозгласивший в одностороннем порядке национально-территориальную автономию Украины в составе России. 16 (29) июня был сформирован Генеральный секретариат — исполнительный орган Центральной рады, который должен был стать высшим органом власти на Украине. Председателем (премьер-министром) Генерального секретариата (правительства) был избран Владимир Винниченко (УСДРП).

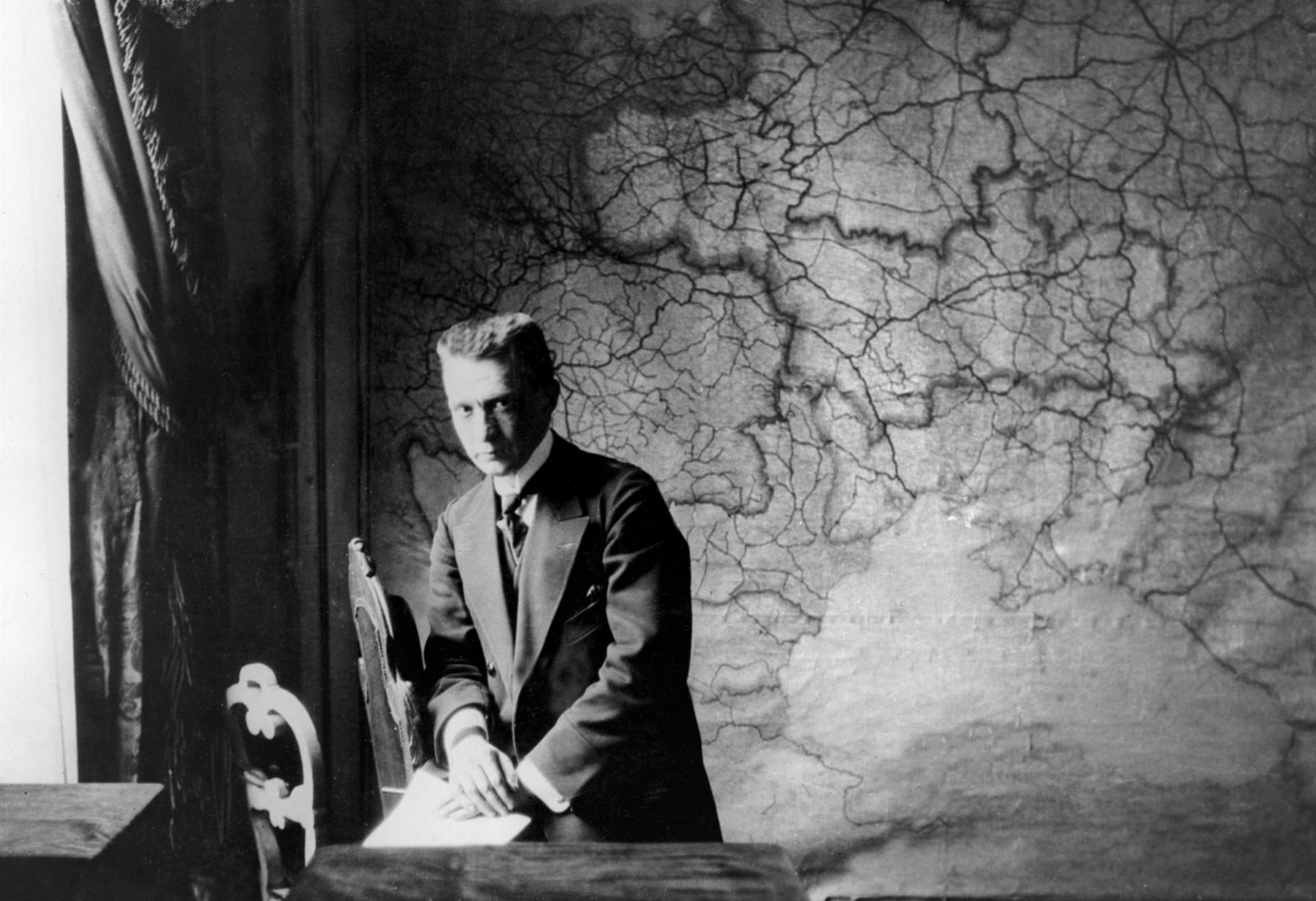
А. Керенский в сентябре 1917 года. На заднем плане видна карта с выделенными границами Волынской, Киевской, Курской, Подольской, Полтавской, Харьковской и Черниговской губерниями, составлявшими Киевский военный округ

В результате последовавших переговоров был достигнут компромисс: Временное правительство признало теоретическую возможность получения Украиной автономии, а Центральная рада обязалась автономию не вводить в одностороннем порядке (без решения Всероссийского учредительного собрания). Позднее, однако, Временное правительство, отступив от достигнутых договорённостей, в своей «Временной инструкции Генеральному секретариату» 4 (17) августа постановило рассматривать Генеральный секретариат исключительно как местный орган Временного правительства, при этом его правомочность признавалась лишь для пяти из девяти украинских губерний, которые Центральная рада намеревалась включить в состав национально-территориальной автономии (Киевской, Волынской, Подольской, Полтавской и Черниговской (без четырёх северных уездов).

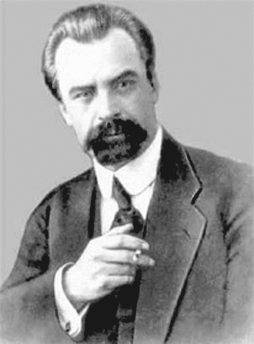
Владимир Винниченко

## История

### Свержение Временного правительства
25 октября (7 ноября) 1917 года в Петрограде произошло большевистское вооружённое восстание, в результате чего Временное правительство было свергнуто. 26 октября (8 ноября) в Киеве на заседании Малой рады был создан Краевой комитет охраны революции, ответственный перед УЦР. Комитету должны были подчиняться все органы власти и силы революционной демократии на Украине (в том числе в губерниях Новороссии и Слобожанщины).
28 октября (10 ноября) Центральная рада упразднила Краевой комитет охраны революции, наделив его функциями Генеральный секретариат. 29 октября (11 ноября) Генеральный секретариат взял в свои руки дела военные, продовольственные и пути сообщения. 31 октября (13 ноября) Центральная рада распространила власть Генерального секретариата на Херсонскую, Екатеринославскую, Харьковскую, Холмскую и частично Таврическую, Курскую и Воронежскую губернии.
Создавшаяся обстановка благоприятствовала претворению в жизнь программы Михаила Грушевского по формированию национальной государственности через стадию автономии, чтобы впоследствии обрести полную самостоятельность в России, разбитой на федеративные единицы: попытки восстановления власти Временного правительства в Петрограде закончились провалом, при этом внутри большевистского руководства имели место серьёзные разногласия, что ослабляло его претензии на роль центрального правительства. Одновременно атаман Войска Донского Каледин вступил в конфронтацию с Совнаркомом Советской России и объявил Область независимой до образования законной российской власти.

### Провозглашение УНР
7 (20) ноября по решению Малой рады был принят Третий Универсал, в котором провозглашалось создание Украинской Народной Республики в федеративной связи с Российской республикой:
Во имя создания порядка в нашем крае, во имя спасения всей России оповещаем: Отныне Украина становится Украинской Народной Республикой. Не отделяясь от республики Российской и сберегая единство её мы твердо станем на нашей земле, чтобы силами нашими помочь всей России, чтобы вся республика Российская стала федерацией равных и свободных народов. 
Провозглашались национализация земли, введение 8-часового рабочего дня, установление государственного контроля над производством, расширение местного самоуправления, свобода слова, печати, религиозных верований, собраний, союзов, забастовок, неприкосновенность личности и жилища, отмена смертной казни. Было заявлено о включении в состав УНР территорий, большинство населения которых составляют украинцы: Киевской, Волынской, Подольской, Херсонской, Черниговской, Полтавской, Харьковской, Екатеринославской губерний и уездов Северной Таврии (Крым и восточную часть Донбасса этот перечень не охватывал).
Согласно тексту Универсала, окончательное определение границ УНР, с точки зрения присоединения частей Курской, Холмской, Воронежской и соседствующих губерний и областей с большинством украинского населения, планировалось осуществить «по согласию организованной воли народов».

### Вопрос о мире и войне. Украинизация армии. Создание Украинского фронта. Союз с Донским правительством
20 ноября (3 декабря) делегация Совнаркома Советской России начала в Брест-Литовске мирные переговоры с делегацией австро-германского блока. Тем временем, после захвата большевиками Ставки Верховного главнокомандующего в Могилёве, военные представители союзников перебрались оттуда в Киев, рассчитывая на сохранение до весны хотя бы украинской части российского фронта. Во властных кругах УНР ориентации на Антанту придерживалась Украинская партия социалистов-федералистов, видный деятель которой А. Я. Шульгин возглавлял Генеральный секретариат межнациональных (с декабря 1917 года — международных) дел, а также Украинская социал-демократическая рабочая партия, которую в первом составе правительства представляли премьер В. Винниченко, секретарь по военным делам С. Петлюра, секретарь труда Н. Порш, секретарь по судебным делам М. Ткаченко.
В связи с тем, что лидеры УЦР намеревались выполнять военные обязательства перед Антантой, они спешили с формированием национальной армии, считая её одним из основных атрибутов и гарантий государственности. Большевистское руководство на первых порах не препятствовало образованию национальных частей, в том числе украинских. С 21 ноября (4 декабря) на Украину стали прибывать украинизированные подразделения из разных военных округов и фронтов. Украинизация, однако, шла медленнее, чем хотелось киевским властям.
Между тем украинская государственность, провозглашённая односторонним актом, пока не имела никакого международно-правового оформления — ни признания другими государствами, ни официальных границ, установленных путём согласованного размежевания с соседями, в том числе с Советской Россией — тем более что Центральная рада отказывалась признавать большевистское правительство в Петрограде.
С другой стороны, Всеукраинская рада войсковых депутатов потребовала от Генерального секретариата немедленно приступить к разрешению вопроса о мире в согласии с народными комиссарами и демократами других частей России. Малая рада 21 ноября (4 декабря) была вынуждена принять постановление об участии её представителей в делегации от Юго-Западного и Румынского фронтов на переговорах о перемирии и об обращении к Антанте и Центральным державам с предложением мирных переговоров.
При этом украинские лидеры выразили намерение не только начать самостоятельные переговоры о мире от имени Рады, но и обособиться в военном отношении, вычленив из общероссийского отдельный Украинский фронт. Вечером 23 ноября (6 декабря) Симон Петлюра известил по прямому проводу советского Верховного главнокомандующего Николая Крыленко об одностороннем выводе войск Юго-Западного и Румынского фронтов бывшей Русской армии из-под управления Ставки и объединения их в самостоятельный Украинский фронт Действующей армии УНР, который возглавил настроенный антибольшевистски генерал-полковник Д. Г. Щербачёв, бывший командующий Румынским фронтом. В ответ Лев Троцкий обвинил УЦР в том, что она «фактически становится… правительством имущих классов на Украине. Не намереваясь ни в малой степени навязывать свою волю украинскому народу, Совет Народных Комиссаров готов всеми зависящими от него средствами поддерживать Советы украинских рабочих, солдат и беднейших крестьян в их борьбе против буржуазной политики нынешних руководителей Центральной Рады». Троцкий дал указание Крыленко начать немедленную подготовку и выдвижение вооружённых отрядов против белоказаков Каледина и поручил «запросить Украинскую раду, считает ли она себя обязанной оказывать содействие в борьбе с Калединым или же намерена рассматривать продвижение наших эшелонов на Дон как нарушение своих территориальных прав». Генеральный секретариат, однако, постановил отказать в пропуске советских войск и решил искать соглашения с Донским правительством.
К этому времени УНР и Донское правительство уже договорились о совместной борьбе против советской власти, о «союзе юго-восточных областей и Украины». В частности, был запрещён вывоз хлеба и угля за пределы Украины и Дона, закрыта граница УНР с Советской Россией. Донбасс был разделён на две части: восточная, граничившая с Донской областью, переходила под управление Всевеликого войска Донского, а западная, входившая в состав Харьковской и Екатеринославской губерний, — под власть Центральной рады Украины.
Тем временем с согласия союзнической военной миссии при Румынском фронте генерал Щербачёв 26 ноября (9 декабря) заключил перемирие между объединёнными русско-румынскими и германо-австрийскими войсками. Это позволило ему приступить к подавлению большевистского влияния в армии.
28 ноября (11 декабря) правительство УНР направило на Брестские переговоры своих наблюдателей. Конференция по перемирию возобновилась 29 ноября (12 декабря). Украинские наблюдатели, однако, прибыли в Двинск, к пункту перехода через линию фронта, лишь 1 (14) декабря, накануне завершения переговоров.
Первые контакты между украинскими наблюдателями и представителями австро-германского блока всё же состоялись, хотя правительства Центральных держав до этого времени не принимали УНР во внимание в качестве субъекта переговоров. В Генеральном секретариате также ещё не было готовности к немедленному миру с Четверным союзом. Напротив, украинские социал-демократы и социалисты-федералисты, преобладавшие в правительстве, всё ещё рассчитывали занять место среди государств Антанты. Для этого следовало поддерживать боеспособность фронта, проходящего по территории Украины. Провозглашение самостоятельности Украинского фронта и вторжение украинских властей в непосредственное управление фронтами и армиями, однако, привело к дезорганизации и путанице, подрыву системы единоначалия.
8-9 (21-22) декабря Генеральный секретариат и Малая рада всё же постановили участвовать в мирных переговорах — из опасений, что сепаратный мир, который Советская Россия заключит без участия Украины, может значительно укрепить Совнарком в качестве единственного правомочного правительства бывшей Российской империи. Эту точку зрения охотнее других приняли украинские эсеры. Украинские социал-демократы и социалисты-федералисты, оказавшись перед фактическим развалом фронта, массовыми антивоенными настроениями и отсутствием реакции потенциальных партнёров на предлагавшуюся Центральной радой идею федерации, также вынуждены были склониться к идее мирных переговоров. 11 (24) декабря правительство определилось с составом делегации во главе с генеральными секретарями Н. В. Поршем и В. А. Голубовичем.

### Начало советско-украинского конфликта
26 ноября (9 декабря) Совнарком РСФСР обвинил УЦР в том, что она препятствует Советской России в подавлении калединского мятежа. 27 ноября (10 декабря) советское руководство начало организационную подготовку к вооружённой борьбе с «контрреволюцией» Юга России, которую было поручено возглавить В. А. Антонову-Овсеенко.
Конфликт между Совнаркомом и Центральной радой обострили события, произошедшие в Киеве, когда войсками Центральной рады была пресечена попытка Киевского Военно-революционного комитета поднять вооружённое восстание. Ночью на 30 ноября (13 декабря) войска Центральной рады провели разоружение воинских частей, которые должны были принять участие в восстании, а также Красной гвардии трёх заводов и рабочих предместий. Разоружённых солдат «русского происхождения» (не проживающих на территории УНР) под охраной войск Центральной рады отправили в эшелонах к российской границе, а выявленные среди них солдаты-украинцы были демобилизованы. 30 ноября (13 декабря) — 1 (14) декабря произошёл кровопролитный вооружённый конфликт между красногвардейцами, военными моряками и гайдамаками в Одессе, вызванный тем, что Центральная рада запретила отправку отряда Красной гвардии и матросов на Дон против Каледина. Войска Центральной рады взяли под свой контроль все стратегические объекты. Вслед за этим власти УНР и в других городах попытались ликвидировать Красную гвардию. Между тем с Юго-Западного фронта к Киеву выдвигались покинувшие фронт части большевизированного 2-го гвардейского армейского корпуса. Для того, чтобы их остановить, Петлюра приказал блокировать узловые станции, немедленно разоружать подозрительные воинские части. Признавший власть Центральной рады командир 1-го Украинского корпуса генерал П. П. Скоропадский был назначен командующим всеми войсками Правобережья Украины, прикрывавшими Киев. Скоропадскому удалось разоружить и разогнать солдатские массы, устремлявшиеся к Киеву.
В это же время, 2 (15) декабря, на Дону войска Каледина после ожесточённых боёв с ростовской Красной гвардией и отрядом черноморских матросов выбили их из города и разгромили ростовский Совет. Советскому руководству было ясно, что поражение сторонников советской власти в Ростове открывало дорогу для дальнейшего наступления частей Каледина вглубь Донецкого бассейна и далее на север. Остановить их было можно, лишь используя и закрепившись на тех территориях, которые Центральная рада провозгласила украинскими.

### Провозглашение советской власти на Украине. Начало противостояния двух центров власти
4 (17) декабря Совнарком Советской России направил открывающемуся в Киеве I Всеукраинскому съезду Советов «Манифест к украинскому народу с ультимативными требованиями к Центральной раде», которым подтвердил «право на самоопределение за всеми нациями, которые угнетались царизмом и великорусской буржуазией, вплоть до права этих наций отделиться от России», и заявлял о безусловном признании всего, что касается национальных прав и национальной независимости украинского народа, и о признании УНР и её права «совершенно отделиться от России или вступить в договор с Российской Республикой о федеративных или тому подобных взаимоотношениях между ними». С другой стороны, в «Манифесте» заявлялось о непризнании Украинской Центральной рады из-за её «двусмысленной, буржуазной политики». В документе содержалось требование к Центральной раде прекратить пропуск через подконтрольную ей территорию войсковых частей, уходящих с фронта на Дон, прекратить разоружение советских полков и рабочей Красной гвардии на Украине, а также «оказывать содействие революционным войскам в деле их борьбы с контрреволюционным кадетско-калединским восстанием». Совнарком заявлял, что в случае неполучения удовлетворительного ответа на предъявленные требования в течение сорока восьми часов он будет считать Раду в состоянии открытой войны против Советской власти в России и на Украине.
Генеральный секретариат в тот же день отверг требования Совнаркома и выдвинул свои условия: признание УНР, невмешательство в её внутренние дела, разрешение на уход украинизированных частей на Украину, участие УНР в общих переговорах о мире. Генеральный секретариат приказал разрозненным украинизированным частям, которые находились за пределами Украины, безотлагательно передислоцироваться на территорию УНР.
4 (17) декабря в Киеве открылся Всеукраинский съезд Советов. У большевиков ещё оставалась надежда на мирный переход власти в их руки через вотум недоверия Центральной раде. Однако национальные деятели заранее призвали украинские армейские и крестьянские организации направлять на съезд всех желающих, не считаясь с установленными большевиками нормами представительства. 125 большевиков оказались в абсолютном меньшинстве — их не допустили в президиум, их ораторов освистывали или совсем не давали им говорить. Съезд выразил доверие действующему составу Рады, отклонил предложение о её переизбрании и одобрил резкий ответ Генерального секретариата советскому правительству. Большевики и часть депутатов от других левых партий покинули съезд и через неделю собрались в Харькове (к тому моменту занятому советскими отрядами Антонова-Овсеенко).
После формального объявления войны 6 (19) декабря СНК РСФСР образовал Южный революционный фронт по борьбе с контрреволюцией. Главнокомандующим войсками фронта был назначен В. А. Антонов-Овсеенко.
8 (21) декабря в Харьков — ключевой железнодорожный узел в направлении юга России — прибыли эшелоны с красными отрядами под командованием Р. Ф. Сиверса и матроса Н. А. Ховрина — 1600 человек при 6 орудиях и 3 броневиках, а с 11 (24) декабря по 16 (29) декабря — ещё до пяти тысяч солдат из Петрограда, Москвы, Твери во главе с командующим Антоновым-Овсеенко и его заместителем, начальником штаба бывшим подполковником Русской армии М. А. Муравьёвым. Кроме того, в самом Харькове уже находились три тысячи красногвардейцев и пробольшевистски настроенных солдат старой армии. В городе установилось двоевластие. В отношении УНР советскими войсками проводилась политика пассивного противостояния.
11−12 (24−25) декабря в Харькове состоялся альтернативный киевскому Всеукраинский съезд Советов, который провозгласил Украину Республикой Советов, объявил Центральную раду вне закона, установил федеративные связи Советской Украины с Советской Россией, избрал большевистский Центральный исполнительный комитет Всеукраинской Рады рабочих, солдатских и крестьянских депутатов (ВУЦИК), который, в свою очередь, заявил о принятии на себя всей полноты власти на Украине и утвердил состав своего исполнительного органа — Народного секретариата. Народный секретариат объявил недействительными все постановления Генерального секретариата УНР. 19 декабря 1917 (1 января 1918) года Совет народных комиссаров РСФСР признал Народный секретариат УНРС единственным законным правительством Украины.
Тем временем в руководстве УНР назревал конфликт. Премьер УНР В. К. Винниченко считал, что в конфликте с Совнаркомом виновен Петлюра и что его отставка позволит избежать войны. Винниченко выступал за замену профессиональной армии народной милицией, что ослабило бы позиции Петлюры, который настаивал на сохранении старой армии и создании регулярных воинских частей. Винниченко стал настаивать на немедленном разоружении казачьих эшелонов, проходящих через Украину. Петлюра отказывался, заявляя, что порывать связи с российскими казаками «нам не выгодно».
Лидеры правительства УНР ясно отдавали себе отчёт в том, что в случае реального вооружённого конфликта воевать придётся не столько с красногвардейскими отрядами Харькова, сколько с советскими войсками Антонова-Овсеенко. План советского командования, однако, на первых порах не предполагал широкой войны против УНР. Речь шла об организации обороны на полтавском направлении, захвате узловых станций Лозовая и Синельниково, что обеспечивало блокаду железнодорожных коммуникаций в сторону Области Войска Донского и открывало путь на Донецкий бассейн, а также о немедленном вооружении рабочих Донбасса. Позднее к этому плану добавилась необходимость «…захвата Александровска как последнего узлового пункта, связывающего Раду с Калединым, и закрепления советской власти в Екатеринославе». В общем, этот план предусматривал образование заслона в сторону Украины и сосредоточение всех усилий против Дона.
На заседании правительства УНР 15 (28) декабря выяснилось, что Украина не готова дать отпор наступлению советских войск. Винниченко не верил в реальность начавшейся полномасштабной войны и предлагал потребовать от СНК РСФСР прекратить военные действия и отозвать войска. Петлюра предлагал организовать немедленное наступление частей УНР на Харьков и создать небольшие мобильные части из оставшегося состава старых разложившихся дивизий для использования их по линии железных дорог.
18 (31) декабря решением Генерального секретариата и Центральной рады Симон Петлюра был отправлен в отставку с поста военного министра и выведен из состава Генерального секретариата. Генеральным секретарём по военным делам был назначен Николай Порш — человек с экономическим образованием и абсолютно некомпетентный в военных делах. 26 декабря (8 января) Генеральный секретариат принял постановление о создании армии УНР на принципах добровольности и оплаты. 3 (16) января 1918 года был издан временный «Закон об образовании украинского народного войска», согласно которому украинизированные полки регулярной армии надлежало распустить, заменив их народной милицией. 4 (17) января Николай Порш отдал распоряжение о полной демобилизации армии, которое окончательно дезориентировало и деморализовало украинизированные части. При формировании новых боеспособных частей правительство УНР столкнулось с рядом проблем. Если в конце ноября — начале декабря 1917 года оно могло рассчитывать на чуть ли не 400 тыс. бойцов, то к концу декабря 1917 — январю 1918 года процессы разложения армии привели к тому, что против 12-тысячного большевистского войска, наступавшего на Киев, правительство УНР смогло выставить разрозненные части общей численностью около 15 тысяч бойцов.

### Распространение советской власти и наступление большевиков на Киев

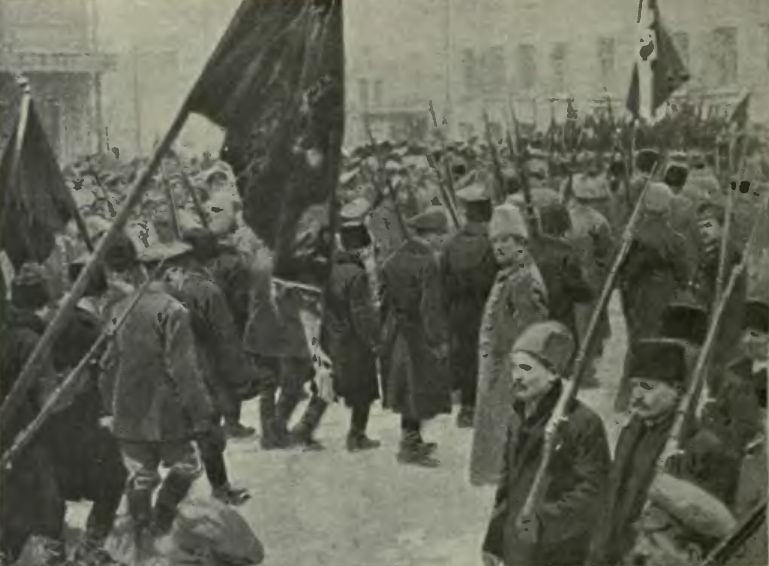
Украинские войска, верные Центральной раде, выступают из Киева для борьбы с большевиками. Зима 1917—1918 годов

Боевые действия советских войск против донских антибольшевистских сил генерала А. М. Каледина в конце 1917 — начале 1918 годов затронули также территорию Украины: часть советских войск наступала через Харьков в сторону Донецкого бассейна, установив заслон по линии железнодорожных станций Ворожба — Люботин — Павлоград — Синельниково. Как писали в своей работе Н. Е. Какурин и И. И. Вацетис, «близость советских войск дала на Украине толчок выступлению сил, враждебных Центральной раде, власть которой была свергнута во многих промышленных и портовых центрах Украины».
26 декабря 1917 (8 января 1918) года советская власть была установлена в Екатеринославе. 26—27 декабря (8—9 января 1918 года) войска Антонова-Овсеенко захватили крупнейшие промышленные центры Луганск и Мариуполь. В ночь на 28 декабря (10 января) в Харькове местные красногвардейские формирования разоружили два полка УНР и положили конец двоевластию. К 2 (15) января был занят Александровск, что позволило установить связь с Крымом, а силы большевиков расположились для дальнейших действий в направлении Мариуполь — Таганрог — Ростов. 5 (18) января советская власть была установлена в Одессе.
Провозглашение советской власти в Харькове и занятие большевиками ряда промышленных центров на территории Восточной и Южной Украины при сохранении в Киеве власти Центральной рады, декларировавшей самостоятельность Украины, неизбежно вело к переходу борьбы за власть на Украине в острую фазу. В это время под контролем Центральной рады находились Киев, правобережные Волынская губерния и Подольская губерния, а также часть Левобережья — территории Черниговской, Полтавской, Екатеринославской (частично), Херсонской, где держали оборону против советских войск разрозненные войска УНР. 4 (17) января советское правительство Украины официально объявило войну Центральной раде. 5 (18) января Антонов-Овсеенко издал директиву об общем наступлении советских войск против Центральной рады. Главный удар наносился на Полтаву при дальнейшем движении на Киев совместно с большевизированными частями бывшей Русской армии, которые угрожали Киеву с разных сторон, в том числе частями распавшегося Юго-Западного фронта. Общее руководство операцией было возложено на начальника штаба Южной группы войск М. А. Муравьёва.
Несмотря на ожесточённые бои за населённые пункты по линии железной дороги Полтава — Киев, разрозненные воинские части УНР не были в состоянии остановить продвижение войск большевиков, наступавших с нескольких направлений. Уже с 10 (23) января в Киеве открыто говорили о неминуемой сдаче города наступающим красным частям.

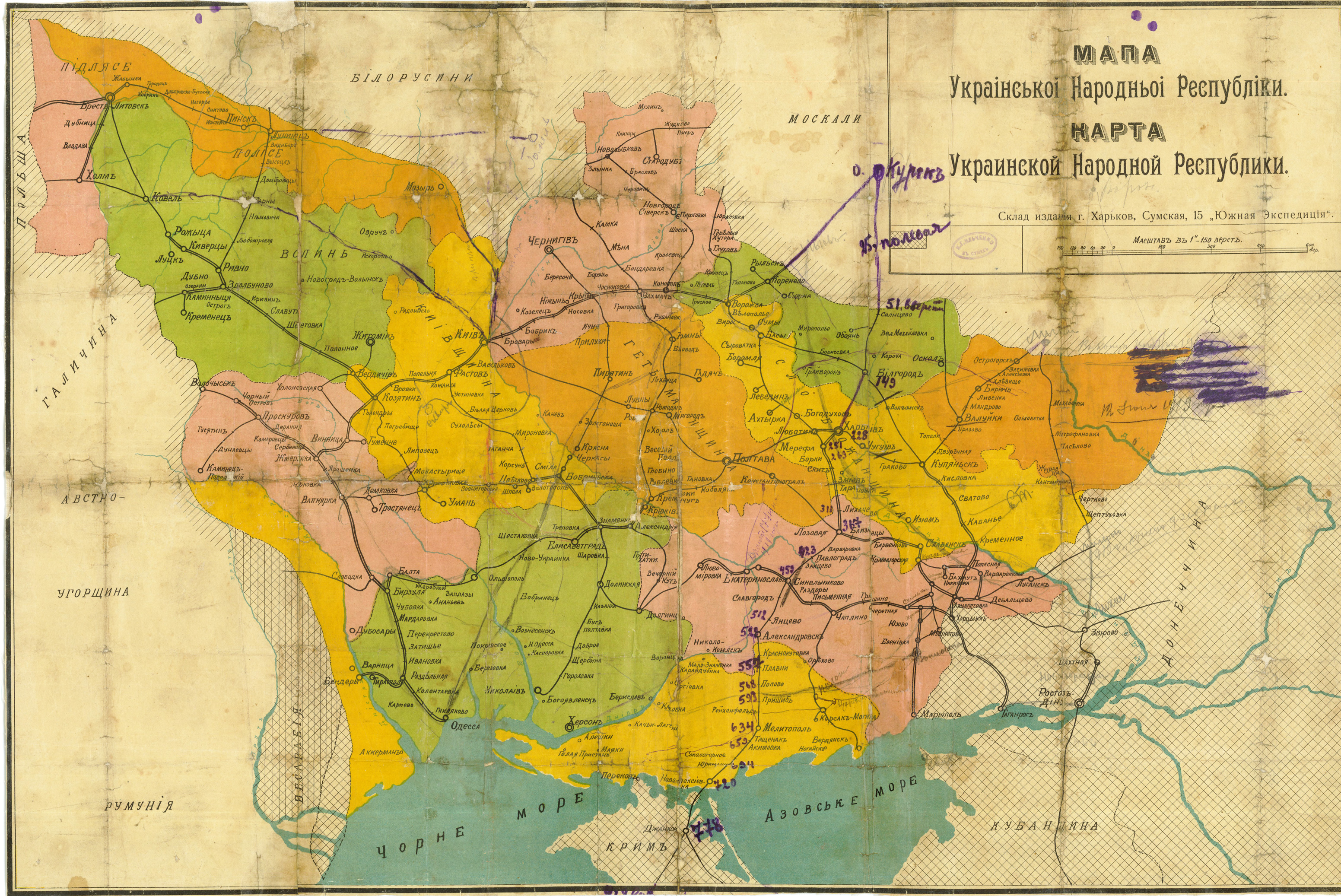
Украина на момент провозглашения Центральной Радой независимости в январе 1918. Карта издана в Харькове в 1918 году

В ночь на 9 (22) января 1918 Центральная рада под давлением фракции украинских эсеров приняла IV Универсал, которым УНР провозглашалась «самостоятельной, независимой, вольной, суверенной державой украинского народа… Народная Украинская держава должна быть очищена от насланных из Петрограда наёмных захватчиков…». 18 (31) января 1918 премьер Винниченко распустил социал-демократический Совет министров УНР, предоставив украинскому эсеру Всеволоду Голубовичу формировать новый кабинет.
В это время в Киеве войска, лояльные Центральной раде, уже третий день занимались подавлением большевистского вооружённого восстания. Восстание началось в 3 часа ночи 16 (29) января выступлением на заводе «Арсенал». К нему присоединились рабочие других предприятий города, часть солдат из Богдановского, Шевченковского полков и полка имени Сагайдачного. В защиту Центральной рады выступили отдельные подразделения Богдановского, Полуботковского, Богунского полков, а также Галицко-Буковинский курень сечевых стрельцов и Вольное казачество. Между тем, большинство войск киевского гарнизона (бывшей Русской армии) сохраняли нейтралитет. 19 января (1 февраля) в Киев прорвались части Гайдамацкого коша Слободской Украины под командованием Симона Петлюры, отозванного с фронта для подавления восстания, и Гордиенковский полк с Северного фронта под командованием полковника Всеволода Петрова. 20 января (2 февраля) восставшие были вынуждены отступить на территорию завода «Арсенал». Завод был окружён войсками Центральной рады, подвергся артиллерийскому обстрелу и 22 января (4 февраля) был взят в результате кровопролитного штурма. Восстание было подавлено.
В этот же день войска Муравьёва, подойдя к Киеву, закрепились в Дарнице и начали артиллерийский обстрел города. 27 января (9 февраля) Киев был захвачен, а накануне, в ночь с 25 на 26 января (7-8 февраля), украинское правительство и остатки войск УНР ушли из Киева в направлении Житомира. Через несколько дней в Киев из Харькова переехало украинское советское правительство.

### Переговоры УНР с Центральными державами в Бресте

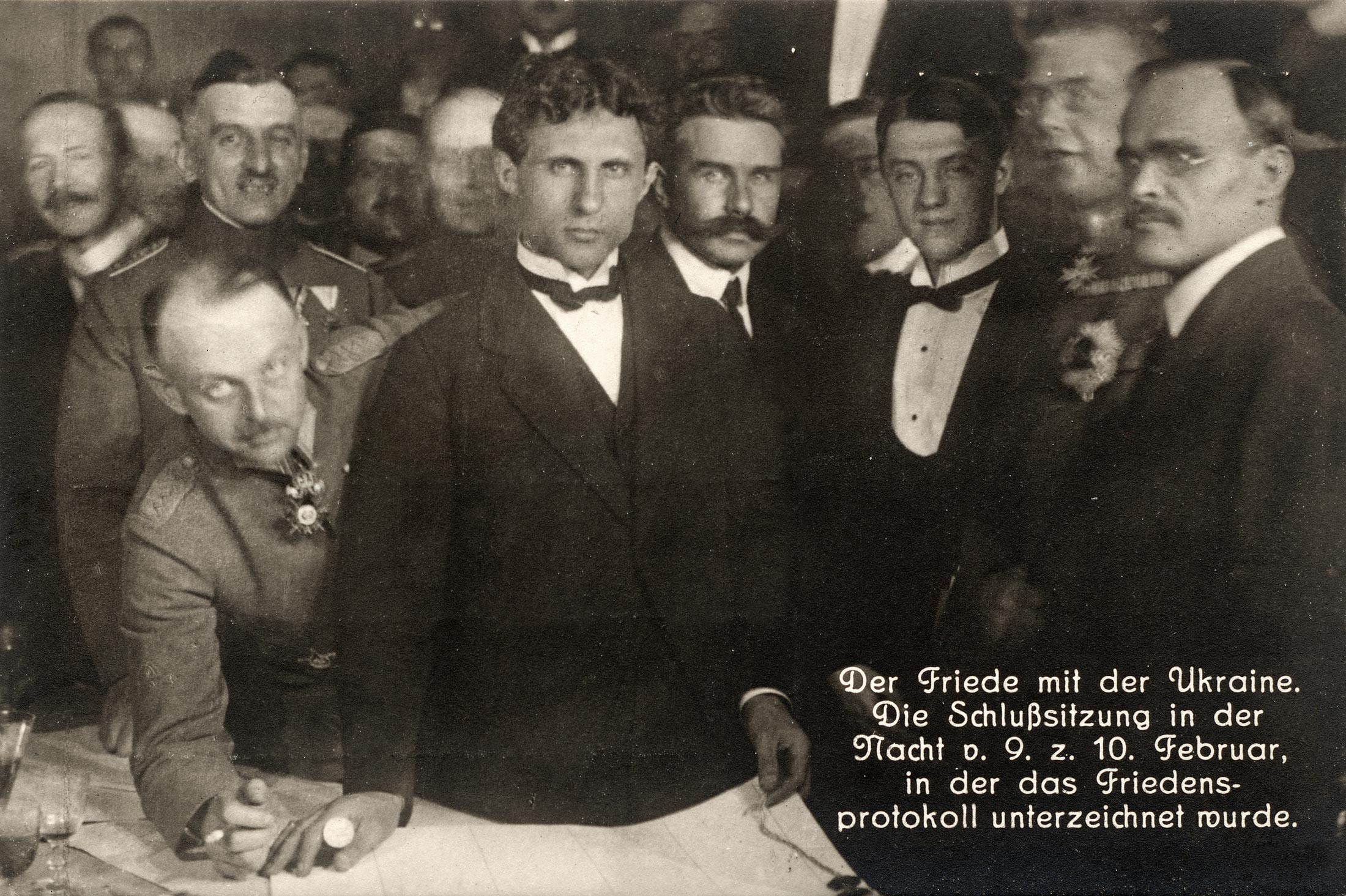
Подписание мирного договора между УНР и Центральными державами 27 января (9 февраля) 1918 года

Германия согласилась начать сепаратные переговоры с делегацией УНР, которую возглавлял один из лидеров украинских эсеров Всеволод Голубович, надеясь использовать это как рычаг против Советской России. 30 декабря 1917 (12 января 1918) министр иностранных дел Австро-Венгрии граф Оттокар Чернин заявил от лица Четверного союза о формальном признании делегации УНР самостоятельной делегацией и полномочным представителем «самостоятельной Украинской Народной Рады».
Вернувшись 7 (20) января 1918 в Киев, Всеволод Голубович убеждал Центральную раду в необходимости провозгласить независимость и пойти на немедленный мир с германским блоком. Он заверял, что немецко-австрийский альянс отдаст независимой Украине часть оккупированной немецкими войсками Волыни, районы Холмщины и Подляшья, решит болезненный вопрос принадлежности Галичины, окажет финансовую, дипломатическую и военную поддержку УНР.
Одним из положений IV Универсала, принятого Центральной радой 9 (22) января 1918, новому правительству УНР — Совету министров — предписывалось в первоочередном порядке «с этого дня вести уже начатые им переговоры о мире с Центральными державами совершенно самостоятельно и довести их до конца, невзирая ни на какие препоны со стороны каких-либо других частей бывшей Российской империи, и установить мир…»
В связи с тем, что 18 (31) января 1918 премьер Винниченко распустил социал-демократический Совет министров УНР и предоставил Всеволоду Голубовичу возможность формировать новый кабинет, в Брест-Литовск отправилась новая украинская делегация, которую на этот раз возглавил Александр Севрюк.
27 января (9 февраля) германская и австро-венгерская делегации подписали с делегацией Центральной рады сепаратный мирный договор. В обмен на военную помощь в вытеснении советских сил с территории Украины УНР обязалась поставить Германии и Австро-Венгрии до 31 июля 1918 г. миллион тонн зерна, 400 млн яиц, до 50 тыс. тонн мяса рогатого скота, сало, сахар, пеньку, марганцевую руду и пр. Австро-Венгрия также взяла на себя обязательство создать автономную Украинскую область в Восточной Галиции.

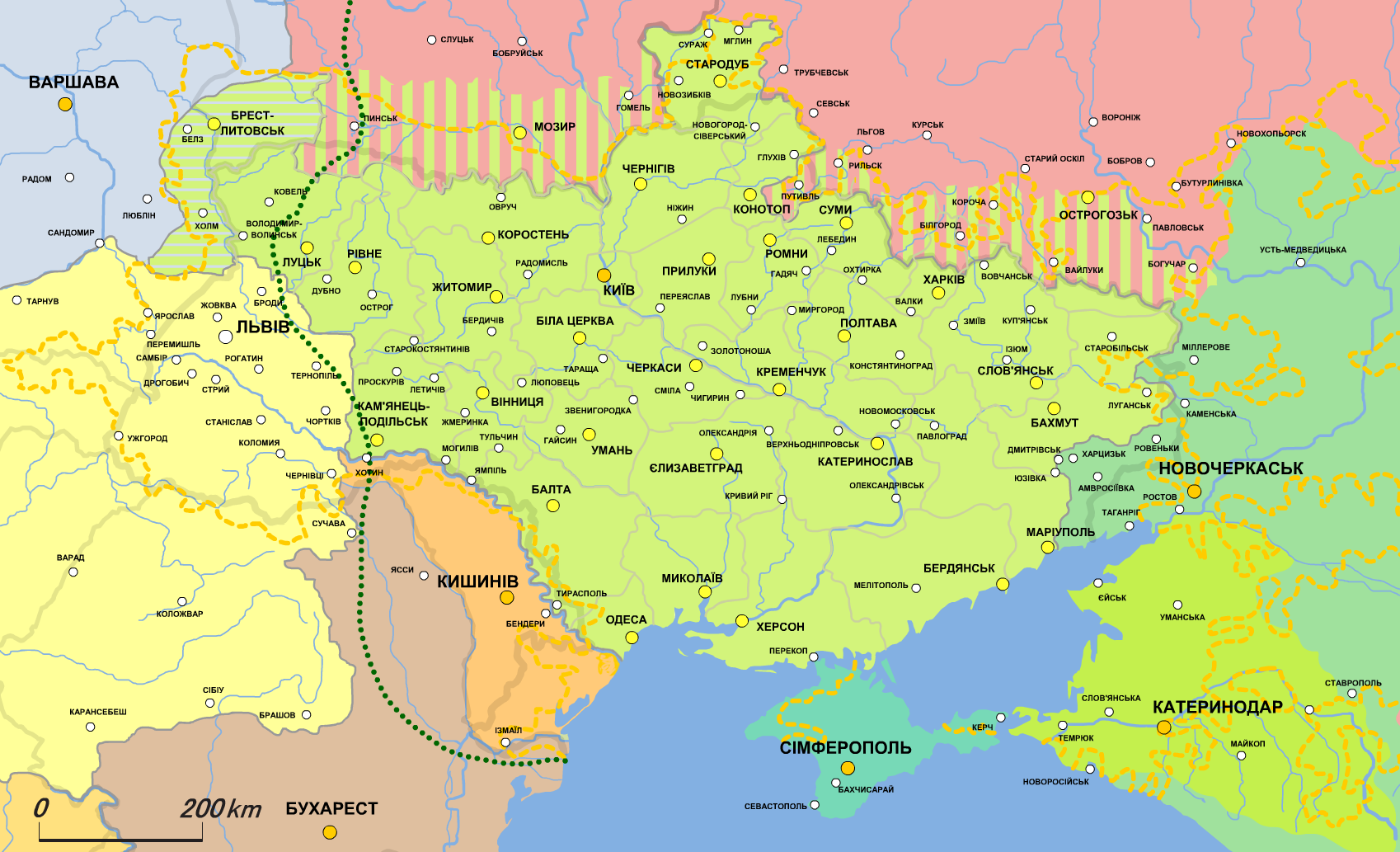
Украинская Народная Республика в границах, признанных Центральными державами
Границы УНР по договору
Спорные территории
Границы проживания украинцев
Границы продвижения немцев осенью 1917
Подляшье, передаваемое УНР
Советская Россия
Донское краевое правительство
Кубанское краевое правительство
Крымско-татарское правительство
Австро-Венгерская империя
Польский регентский совет
Румынское королевство
Молдавская народная республика
Сербия

Границы между УНР и Австро-Венгрией по этому договору совпадали с довоенными между Российской империей и Австро-Венгрией, а в пределах предполагаемой Польши их должна была окончательно установить совместная комиссия с учётом этнического состава и пожеланий местного населения.
Тем временем отступление сил УНР продолжилось в направлении Житомира, откуда уже 30 января (12 февраля) было решено отойти главными силами из Житомира на северо-запад, в глухое Полесье, рассчитывая на помощь частей Польского корпуса, восставшего против большевиков в Белоруссии, под Мозырем. Центральная рада и «Сечевой курень» отбыли далее на запад, в Сарны, к самому германо-украинскому фронту. Деятели Рады надеялись продержаться здесь до вступления на украинскую территорию немецких войск.

### Оккупация Украины германо-австрийскими войсками
31 января (13 февраля) в Бресте делегация УНР, по тайному решению нескольких украинских эсеров из Совета министров, обратилась к Германии и Австро-Венгрии с просьбой о помощи УНР против советских войск, что стало логическим продолжением подписанного несколькими днями ранее мирного договора. Хотя военная конвенция между УНР, Германией и Австро-Венгрией, ставшая правовой основой для вступления австро-германских войск на территорию Украины, была официально оформлена позднее, германское командование в тот же день дало своё предварительное согласие на вступление в войну против большевиков и начало активно готовиться к походу на Украину.
Германские войска в короткий срок заняли большую часть Украины, в том числе Киев, куда вслед за ними вернулась и Центральная рада. 3 марта Центральные державы заключили и мирный договор с Советской Россией, согласно статье VI Россия обязалась «…немедленно заключить мир с Украинской Народной Республикой», «…признать мирный договор между этим государством и державами Четверного союза» и прекратить «…всякую агитацию или пропаганду против правительства или общественных учреждений Украинской Народной Республики». При этом границы между Россией и УНР определены не были.
Руководство большевиков попыталось консолидировать советские государственные образования на территории Украины: 17−19 марта на проходившем в Екатеринославе II Всеукраинском съезде Советов Украинская Народная Республика Советов объединилась с другими территориальными формированиями большевиков (Донецко-Криворожская Советская Республика, Одесская Советская Республика) в Украинскую Советскую Республику. Исполняя условия Брестского мира, съезд провозгласил Советскую Украину независимой республикой в составе Российской советской республики, которая провозглашалась как федерация советских национальных республик. Однако к маю вся территория Украины была занята войсками Центральных держав, и Украинская Советская Республика фактически прекратила существование.

### Разгон Центральной рады
28 апреля Центральная рада была разогнана вошедшим в зал её заседаний германским военным патрулём, несколько её должностных лиц были арестованы. 29 апреля в Киеве был созван т. н. Всеукраинский съезд хлеборобов, на котором преобладали правоконсервативные элементы, поддерживаемые оккупационными властями. Съезд передал верховную власть в стране Павлу Скоропадскому, провозглашённому гетманом. Украинская народная республика была переименована в Украинскую державу, Центральная Рада была объявлена распущенной. На следующий день после разгона Центральной рады, 29 апреля, в Киеве состоялся съезд хлеборобов, который провозгласил генерала Павла Скоропадского гетманом Украинской державы.

### Второй период существования УНР
После поражения Центральных держав в Первой мировой войне режим Гетманата лишился своих внешних союзников, его положение стало шатким. 13 ноября 1918 года бывшими деятелями Центральной рады во главе с Владимиром Винниченко была образована Директория Украинской народной республики, наиболее влиятельным деятелем которой в дальнейшем станет Симон Петлюра. Директория начала вооружённую борьбу с гетманом. Уже 14 декабря войска Директории заняли Киев, режим Гетманата пал, УНР была восстановлена. С февраля 1919 года, после отставки Винниченко с поста председателя Директории, фактическим руководителем УНР стал Петлюра.
Руководство УНР установило тесные отношения с другим украинским государственным образованием — Западно-Украинской Народной Республикой, провозглашённой на населённых украинцами землях бывшей австро-венгерской Галиции и испытывавшей давление со стороны Польши. 1 декабря 1918 года делегаты Директории и ЗУНР подписали в городе Фастов предварительный договор об объединении обеих украинских республик в одно государство, а 22 января 1919 года в Киеве состоялось торжественное провозглашение Акта об объединении УНР и ЗУНР на федеративных началах (Акт Злуки).
17 ноября 1918 года в Москве было создано Временное рабоче-крестьянское правительство Украины во главе с Г. Пятаковым, вооружённые формирования которого в декабре начали наступление на Украину. 16 января 1919 года Директория объявила войну Советской России, в которой потерпела поражение — уже в феврале Красная Армия взяла Киев. Украинская ССР была объявлена восстановленной. К марту из крупных городов Украины под контролем УНР находились только Житомир и Винница.
Летом 1919 года, воспользовавшись начавшимся наступлением войск Деникина на Украину, войска Директории совместно с войсковыми формированиями ЗУНР — т. н. Галицкой армией — перешли в контрнаступление и 30 августа (одновременно с белыми) заняли Киев, но уже на следующий день были изгнаны оттуда белогвардейцами. Командование ВСЮР отказалось вести переговоры с Петлюрой, и к октябрю 1919 года петлюровцы были разгромлены. Командование Галицкой армии в начале ноября подписало соглашение с командованием Добровольческой армии. В конце 1919 года глава ЗУНР Евген Петрушевич денонсировал Акт Злуки.
Петлюра бежал в Варшаву, где от имени Директории 21 апреля 1920 года заключил договор с польским правительством о совместной войне против Советской России на условиях признания перехода к Польше западноукраинских земель за пределами прежней российско-австрийской границы. После завершения польско-советской войны и подписания мирного договора УНР окончательно прекратила существование в качестве реального государственного образования.
Большая часть территории, на которую она претендовала, вошла в состав Украинской ССР, территория Западной Украины (Восточная Галиция, западная Волынь, Подляшье) отошла к Польше, Кубанская область и Область Войска Донского остались в составе Советской России.
При этом Симон Петлюра (с 12 ноября 1920 года объявивший себя единоличным руководителем УНР), а позднее его преемники продолжали претендовать на роль руководителей УНР в изгнании («Украинский Державный Центр в экзиле», до 1992 года).

### Деятельность в изгнании
Правительство УНР (Директория) отправилось в эмиграцию, хотя бывший глава Директории Владимир Винниченко ещё некоторое время сотрудничал с советским правительством Украины. После Второй мировой войны была создана «Украинская национальная рада» (УНРада) как предпарламент правительства в изгнании.
Последний президент УНР в изгнании Микола Плавьюк 22 августа 1992 года, за два дня до первой годовщины провозглашения независимости Украины, официально передал в Мариинском дворце города Киева первому президенту независимой Украины Леониду Кравчуку грамоту о том, что Украина является правовым преемником УНР. В преамбуле Конституции Украины от 28.06.1996, в которой говорится о многовековой истории украинского государственного строительства, под последним понимается и время существования Украинской Народной Республики.

## Правительство
Министры:
- земледелия и народного хозяйства: Евгений Архипенко (1919—1920)

## Административно-территориальное деление
| 1. Подляшье 2. Волынь 3. Погорина 4. Дреговицкая земля 5. Деревлянская земля 6. Киев 7. Черниговщина 8. Северщина 9. Посеймье 10. Слобожанщина 11. Харьков 12. Донетчина 13. Подонье 14. Половецкая земля 15. Азовская земля 16. Запорожье | 17. Новое Запорожье 18. Поморье 19. Одесса 20. Поднестровье 21. Брацлавщина 22. Подолье 23. Болоховская земля 24. Поросье 25. Побужье 26. Черкассы 27. Переяславщина 28. Посулье 29. Полтавщина 30. Самарская земля 31. Низ 32. Сечь |

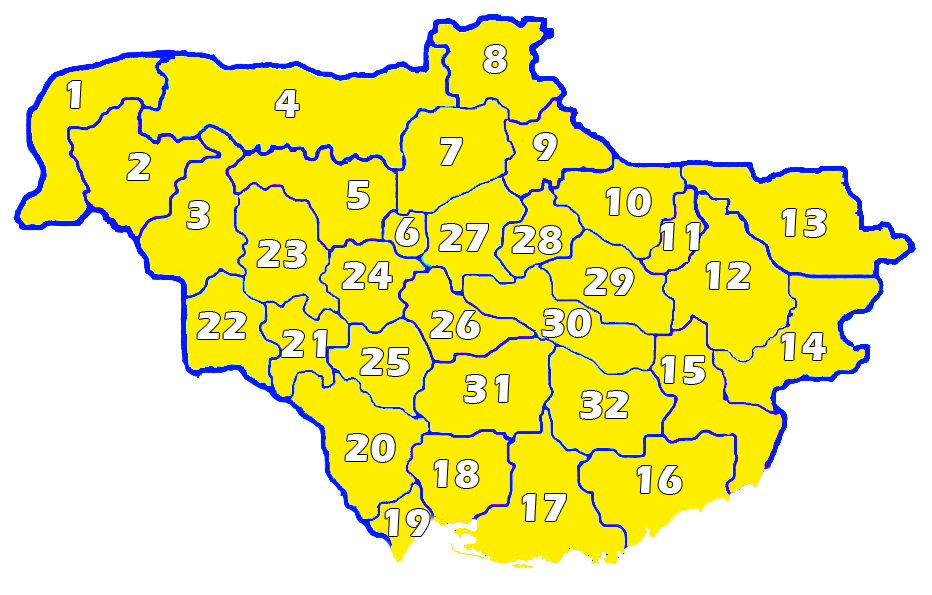
Административно-территориальное деление УНР:
1. Подляшье
2. Волынь
3. Погорина
4. Дреговицкая земля
5. Деревлянская земля
6. Киев
7. Черниговщина
8. Северщина
9. Посеймье
10. Слобожанщина
11. Харьков
12. Донетчина
13. Подонье
14. Половецкая земля
15. Азовская земля
16. Запорожье
17. Новое Запорожье
18. Поморье
19. Одесса
20. Поднестровье
21. Брацлавщина
22. Подолье
23. Болоховская земля
24. Поросье
25. Побужье
26. Черкассы
27. Переяславщина
28. Посулье
29. Полтавщина
30. Самарская земля
31. Низ
32. Сечь

Административно-территориальное деление Украинской Народной Республики было установлено 6 марта 1918 года законом «Об административно-территориальном делении Украины». Согласно ему, Украина делилась на 30 (в дальнейшем — 32) административных единиц первого порядка — земель, они, в свою очередь, делились на волости, а волости — на общины. Юридически подобное деление просуществовало вплоть до прихода к власти гетмана Скоропадского и было им отменено 29 апреля 1918 года, в результате государство было вновь поделено на губернии по принципу административного деления Российской империи. После прихода к власти Директории вопрос об изменении системы административно-территориального деления не поднимался.

## Международные отношения
С изданием Центральной Радой Третьего Универсала 20 ноября 1917 года украинские политики начали попытки установления дипломатических отношений с иностранными государствами.
УНР удалось установить дипломатические контакты с Австро-Венгрией, Азербайджаном, Аргентиной, Белорусской народной республикой, Бельгией, Болгарией, Германией, Грузией, Доном, Италией, Латвией, Литвой, Нидерландами, Османской империей, Польшей, Святым Престолом, Советской Россией, Финляндией, Швейцарией и Эстонией. Со стороны Австро-Венгрии, Аргентины, Болгарии, Германии, Дона, Латвии, Османской империи, Польши, Советской России, Финляндии, Эстонии и некоторых фракций Белого движения (Русский политический комитет, Правительство Юга России) она получила признание как независимое государство. 
Дипломатическая миссия УНР с трибуны Лиги наций заявила о непризнании результатов Рижского мирного договора от 18 марта 1921 года, и таким образом УНР продолжала находиться в состоянии войны с Советской Россией.

## Память
14 октября 1991 года в Лозовой на месте боёв армии УНР с Красной Армией был установлен деревянный памятный крест. Крест освятили греко-католические священники из Ивано-Франковска.
Деревянный крест несколько раз подвергался нападениям вандалов. В частности, он был полностью уничтожен в конце января 2009 года, после чего уже 16 февраля того же года активисты Харьковской областной организации партии «Свобода» и представители патриотической общественности Лозовой установили на том же месте новый крест, который был освящён архиепископом Харьковским и Полтавским Украинской автокефальной православной церкви Игорем (Исиченко). Крест расположен на насыпном кургане, имеет надпись «Героям Украины 1917−1921».
Память павших героев регулярно отмечают в Лозовой местные и приезжие со всей Украины активисты различными акциями. Так, День Независимости в 2014 году местные активисты отметили велопробегом и возложением цветов к Кресту-памяти «Героям Украины»

## В культуре
- Круты 1918 (фильм)[источник не указан 455 дней]
- Чёрный ворон (фильм)[источник не указан 455 дней]